# シスル (ユタ州)
シスル（英語: Thistle）は、アメリカ合衆国ユタ州ユタ郡の南東、スパニッシュ・フォーク渓谷に存在した町で、現在はゴーストタウンとなっている。蒸気機関車が使われていた時代の間、この町の主要産業はデンバー・アンド・リオグランデ・ウェスタン鉄道向けのサービス業であった。この町の経済は、この鉄道に関連する事象と密接に関係しており、ディーゼル機関車が蒸気機関車に取って代わるまで続いた。そして、この転換が起きてから、町の人口減少が始まった。
1983年4月、大規模な地すべり（特に複雑な土流）が発生し、スパニッシュ・フォーク川を堰き止め、天然ダムを生じさせた。シスルの住民は、天然ダムに蓄えられた65,000エーカー・フィート（約8千万m3）の水から避難した。この天然ダムの形成によって町は水没し、壊滅した。ただし、破壊を免れた一部の建築物がまばらに残っている。アメリカ合衆国連邦政府とユタ州政府当局は、この地すべりはアメリカ合衆国の歴史の中でも最大規模の地すべりであり、この災害による経済への影響は、地域全体に及ぶと述べた。この地すべりの起きた箇所は、結果として、ユタ州で初めて大統領によって宣言された激甚災害区域となった。
アメリカ国道6号線、アメリカ国道89号線、そして鉄道は、数か月の間不通となり、被災地域を俯瞰できるような、より高所に再建設されて、ようやく再開通した。シスルの町の跡地は、アメリカ国道89号線傍の展望所や、長距離列車のカリフォルニア・ゼファーの客車から望むことができる。

## 地理
シスルは、州都であるソルトレイクシティの南東65マイル（105km）の位置にあり、スパニッシュ・フォーク川の主要な支流の2本、シスル川とソルジャー川が合流する箇所に存在した。この合流地点は、標高5,043フィート（1,537m）の位置にあり、ユタ州中部の山々の中を通る、自然に作られた2つの道が合流する箇所でもあった。主要な道は、ワサッチ山脈を通過し、ワサッチ高原とソルジャー峰へと続く。この道は、山脈の東側ではプライス川の支流、西側ではスパニッシュ・フォーク川の支流となる川によって作り出された。加えて、シスル川はシスルから南に向かう道を作っており、サンピート郡の町々やセビア渓谷へと続いている:3。スパニッシュ・フォーク川は、シスルから北西方向に流れ出しており、スパニッシュ・フォークの町を流れて、ユタ湖へと流れ込んでいる。
この自然道は、発見されてからは、いくつかの開拓時代の大陸横断道だけでなく、高速道路や鉄道のルートとしても活用されている。シスルを通過する主要交通路には、アメリカ国道6号線、アメリカ国道89号線、デンバー・アンド・リオグランデ・ウェスタン鉄道のユタ・ディビジョン、そして同社のメアリーズベイル支線があった。

## 歴史

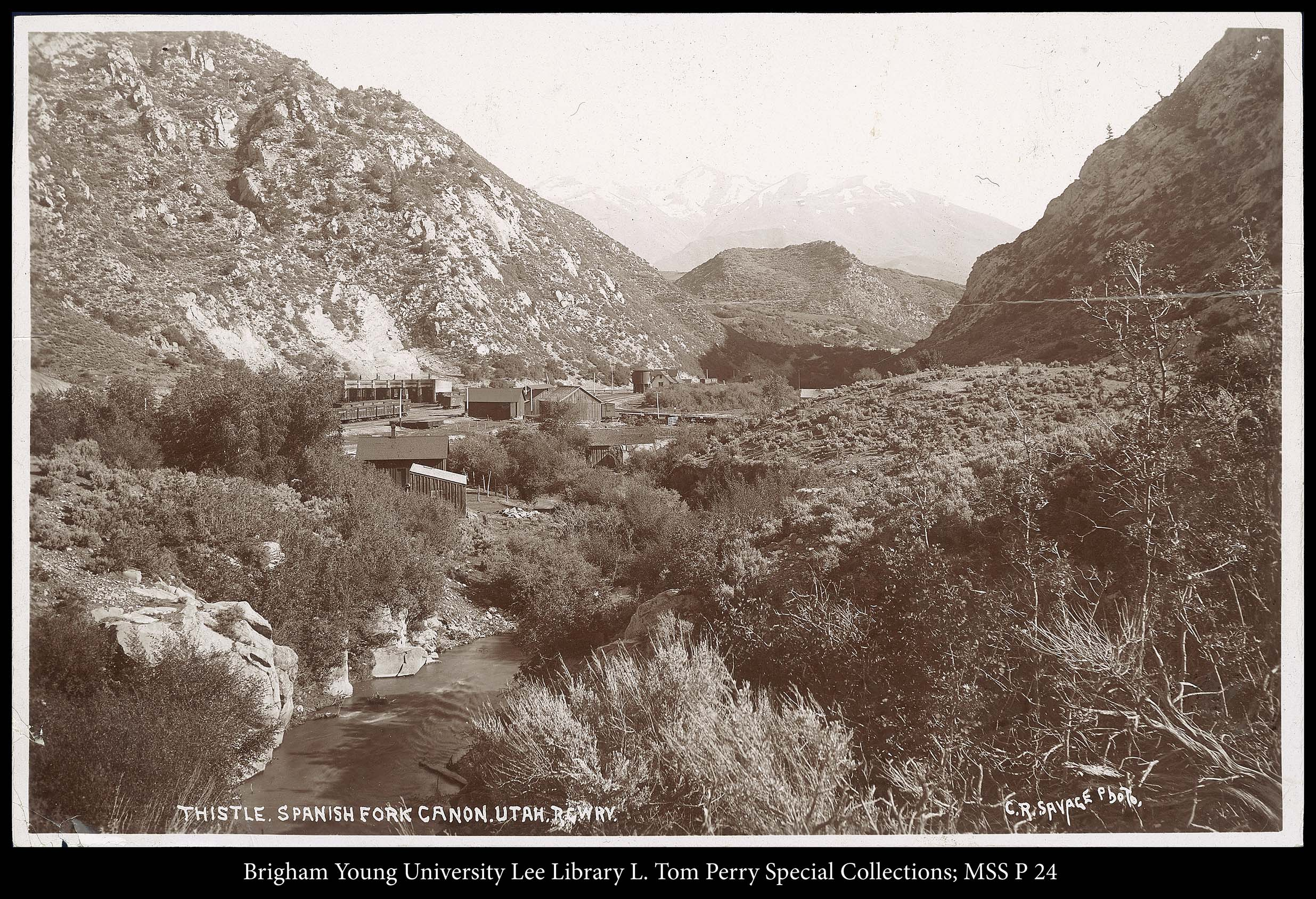
1871年頃のシスルの風景

シスルの町があった場所は、ヨーロッパ人の到来以前は、アメリカ先住民の部族によって使われていた交易路に位置していた。2つのユート族の族長、タビー＝トゥ＝クワナとピティートニートは、毎年春と秋に渓谷を通って部族の移動を先導した:98。ヨーロッパ人たちによってはじめて記録された近代のシスルへの旅行記録は、ドミンゲス・エスカランテ遠征のものであり、この中ではアメリカ先住民の案内人によって、彼らの領域を探検した。渓谷に居住するユート族の小さなグループがしばしば入植者を襲っていたが、その結果、1870年代に強制的に移住させられた:3。
シスルの住人の多くが、鉄道関係の従事者としてこの町にやってきた人々であった。ただし、鉄道が開通する前から多少の住人がシスルの地にはいた。最初にシスルの地に定住したのは、ユタ州へのモルモン開拓者の一部であった。それらの中でも初めての定住者は、イリノイ州ナヴーから移住してきたペース一家であり、1848年にシスルの地に行きついたという。ペース一家の子孫5世代は、この町から避難するまで、一族所有のウシ牧場を運営していた:99。この他の移住者たちは渓谷の北壁側に定住した。この移住者の中には、元々はユタ州の別の場所に移住したものの、それから程なく、ホームステッド法に基づく原則を基に開拓を進め、ビリーズ山に到達したモルモン教徒も含まれていた。彼らが定住した山は、彼らの間では、有名人の名前にちなんでウィリアム・ジョンソンと呼ばれていた。ホームステッド法の原則に基づいた開拓は、シスルの地では1900年代初めごろまで続けられた。鉄道が開通する前まで、この町の経済は主に畜産および牧畜を基盤としていたが、その一方でこの地域では鉱石採掘も行われていた。その中には、アスファルタイトの鉱脈もあり、1892年から1914年の間、採掘がおこなわれた:94 & 118。

### 鉄道
初めてシスルの町に到達した鉄道は、1878年に開通したユタ・アンド・プリーザント渓谷鉄道の狭軌支線であり、現在のスコフィールド貯水池近隣から石炭を輸送する目的で建設された。この支線は1882年に差し押さえられて競売にかけられ:5、落札したデンバー・アンド・リオグランデ・ウェスタン鉄道（D&RGW）は1890年までに、この支線を標準軌に改軌している。これは、同鉄道が所有するコロラド州からの路線と接続することを目的としており、この改軌によってユタ州ソルトレイクシティとコロラド州デンバーが接続されるに至った:157。
この鉄道によって、シスルの町には路線の縦断勾配や曲率の変化に対する車両の準備や運営を行うための施設が建設された。この鉄道では、シスルの町から東に向かってソルジャー峰へ登坂していくため、補助機関車を連結していた。シスルの町では車両に食堂車が接続され、食事のための停車の必要性がなくなるまで、旅客への食事のサービスが行われていた:157。

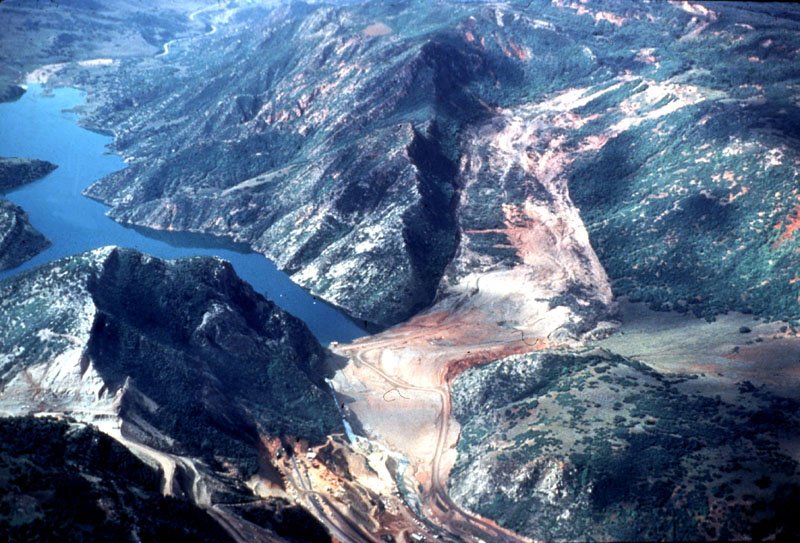
シスルの町の地域の空撮。1983年春の撮影。地すべりによって形成された天然ダム（シスル湖）が、シスルの町とその周辺集落に亘って形成されている。国道6号線および89号線、そしてD&RGWの再建がこの地すべり地域周辺で行われた

その後、メアリーズベイル支線が建設されたことで、シスルの鉄道輸送量はさらに増加した。この支線はシスルで本線から分かれており、メアリーズベイル近傍の鉱山に向けて国道89号線に沿いに伸びていた。この他にシスルの町を通っていた鉄道としては、D&RGWの本線と並走するユタ鉄道によって建設された路線がある。この2つの路線は後に、2社間で結ばれた鉄道使用権の鉄道協定の一部として、相互利用されることになった:158。

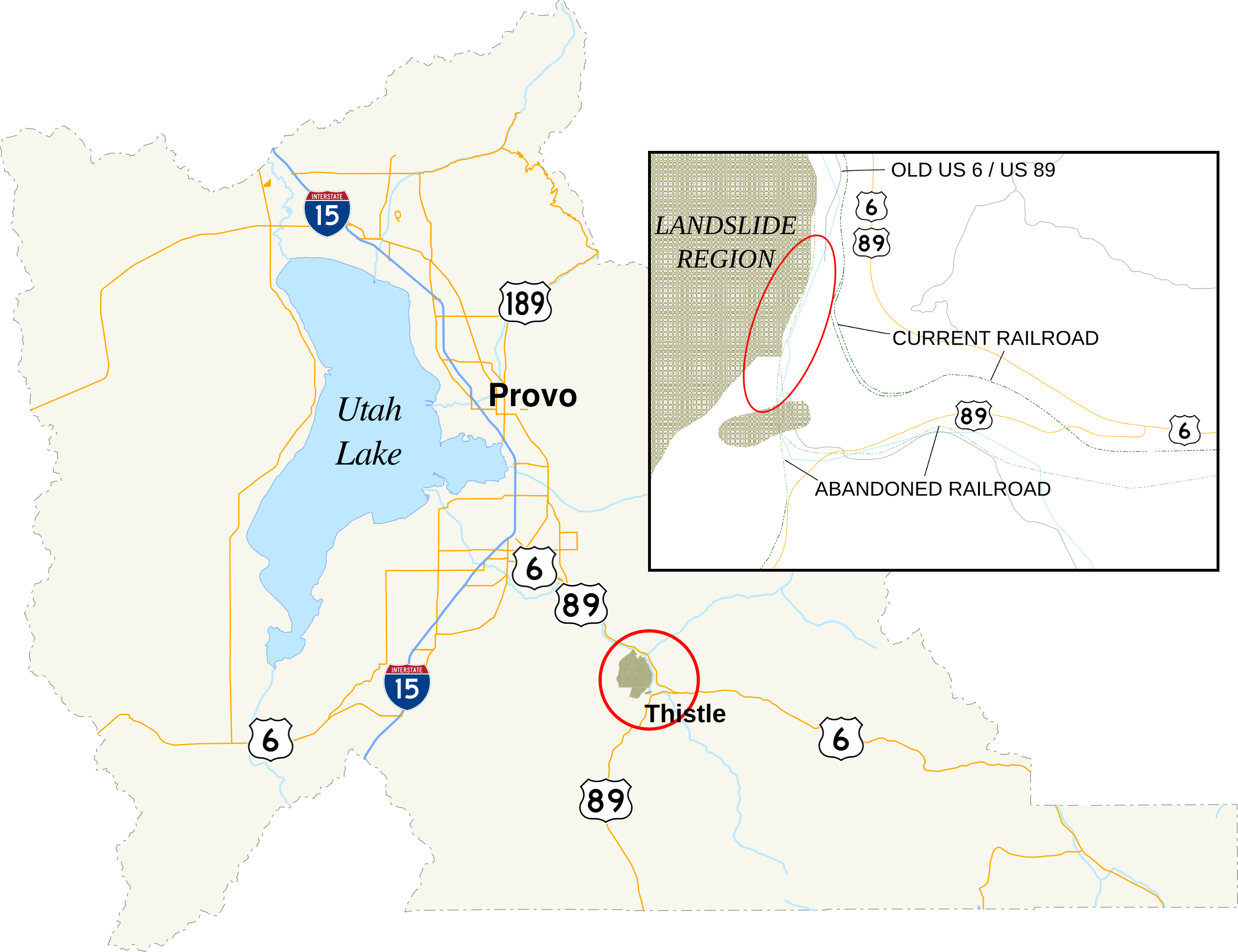
ユタ郡の地図。国道6号、アメリカ国道89号、そして鉄道の地すべり前後のルートが示されている

シスルの町を通過する鉄道輸送量は、D&RGWが路線接続に協力することで増加を続けた。この中で、大陸横断する鉄道輸送のための橋線の線路がシスルの町を通って建設された。シスルの町の成長は、蒸気機関車時代を通して、D&RGWの成功と密接に関連していた。
最盛期は1917年前後で、シスルの町の人口は約600人であった。町に建設された鉄道関連施設の中には、5区画の扇形庫、車庫、機械加工店、そして通る列車に砂、石炭、そして水を補充する施設などがあった。鉄道関連以外の施設としては、日用品店、郵便局、理容所、酒場、撞球場、ベーカリー、レストランがあった。最も大きな建築物は、1911年に建設された2階建ての校舎であった:93。
しかし、1950年代になるとディーゼル機関車が普及し、蒸気機関車が数を減らし始めたことによって、シスルの町の重要性は低下していった:158。町の人口も次第に減少し、旅客用の車庫は1972年に取り壊され、郵便局も1974年に閉鎖された。その後1983年までに、シスルの町には少数の家族が居住するのみとなっていた。

### 地すべり

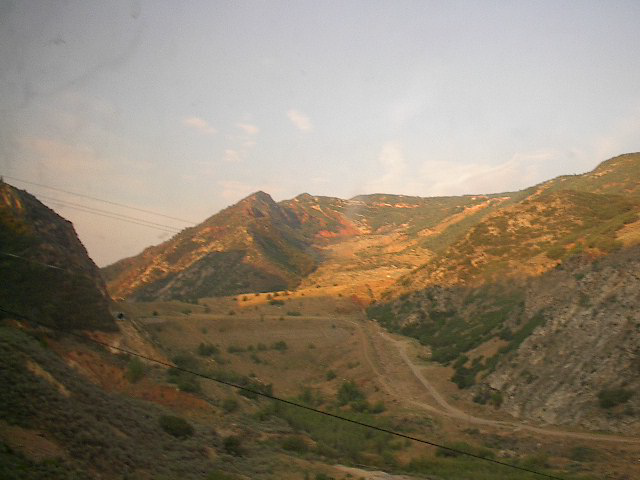
カリフォルニア・ゼファーからの眺め。地すべりの後に形成された天然ダムおよび地すべりにより崩落した土砂の爪痕を眺めることができる。2003年8月撮影

D&RGWのメンテナンス部門の社員は、地すべりの発生する数年前から、シスルの土地が徐々に沈下していることに気付き始めていた。社員たちは、いくつかの沈下に対して線路補修を行っていたが、この問題を完全に調査することはしなかった:158。ハリケーン・オリヴィアの被害が残った状態で始まった1982年から1983年にかけての秋冬は、それまでの記録を超える雪と降雨に見舞われた。春になり積雪が溶け始めると、この地域の山々は膨大な量の水に満たされた状態となった:13–15。
1983年4月13日、この線区の保線長がデンバーへと出向き、臨時開催された社員会議で線路の変形について説明を行った。同日、ユタ州ハイウェイ・パトロールの警官が、道路に新たに形成された歪みに遭遇し、車の天井に体を打ち付けられた。この日の終わりまで、道路保全員全てが国道6号線と89号線を通行可能な状態で維持するために悪戦苦闘していた。全ての列車は最高速度を10マイル毎時（16km/h）以下に制限され、並行して線路の保全作業が続けられた。
シスルの町を通過した最終列車は、4月14日20時30分頃の西行・リオ・グランデ・ゼファーであり、同日夜、国道6号線と89号線、そして鉄道は閉鎖された。この時、すでにデンバーを出発していた西行の貨物列車があったが、この閉鎖を受けて引き返している。デンバーとソルトレイクシティの間を走る全ての列車が、ワイオミング州を通過するオーバーランド線へと経路変更された。4月16日までに、交通路は完全に埋まり、住民への自主避難要請がシスルの町に出された:159 :17–19。

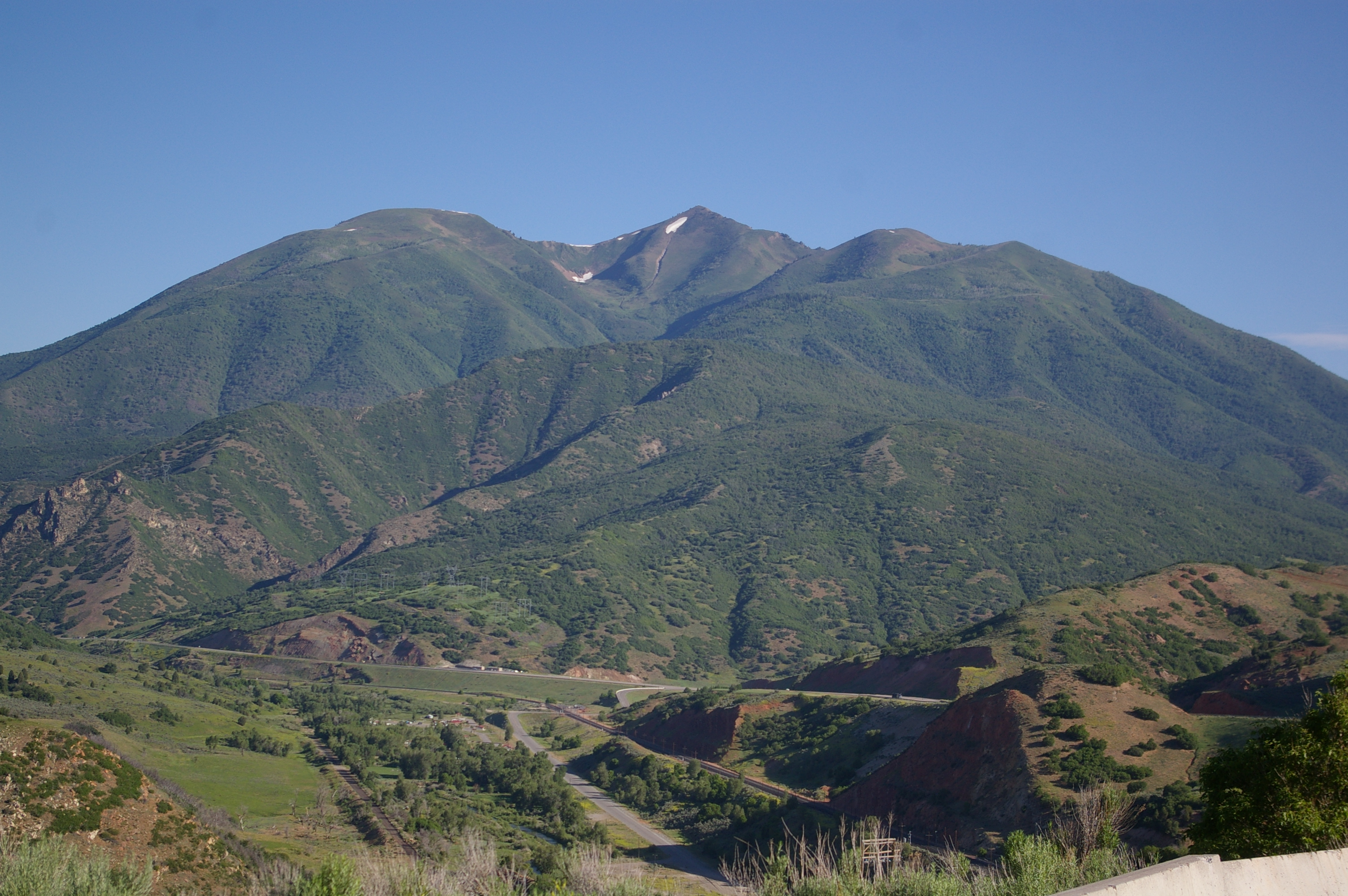
国道6号線、89号線沿いの展望所から北西方向を望む。廃止された線路と国道の跡が、付け替えられた線路・道路の隣に残っている。2010年6月撮影。

4月17日、地すべりによる川の閉塞を防ぐ最後の試みが行われたものの失敗した。この日、ユタ州運輸省とD&RGWは、現在の交通幹線を廃止し、移設する計画を発表した。2本の国道と鉄道の双方とも、スパニッシュ・フォーク渓谷の北壁を発破することで作られた土地に移設された。この際、ビリーズ山をダイナマイトで爆破して経路を変更し、渓谷北壁に沿って建設された。技術者は、地すべりの先端で形成されたダムは、およそ200から300フィート（60から90m）の高さに達すると推定している。避難要請は、自主避難要請から強制避難命令へと変更された。ボランティアの人々が、約5マイル（約8km）南の小さな町・バーズアイへの多くの住民を移送した。住居への水の到達まで2時間も無かった住民もいるなど、時間的猶予が無かったこともあり、ほとんどの住民が、少しの持ち物を持ち出すことしか出来なかった:23。シスルの町に最も長く住んでいた女性は、バーズアイの避難所の中心で90歳の誕生日のお祝いをされている:123。
4月18日までに、ダムの水量はかつて人が住んでいた22棟の住居の屋根にまで達し、翌19日までに山全体が1時間に2フィート（0.6m）移動し続け、国道6号線および89号線は高さ50フィート（15m）の土に埋没していた。

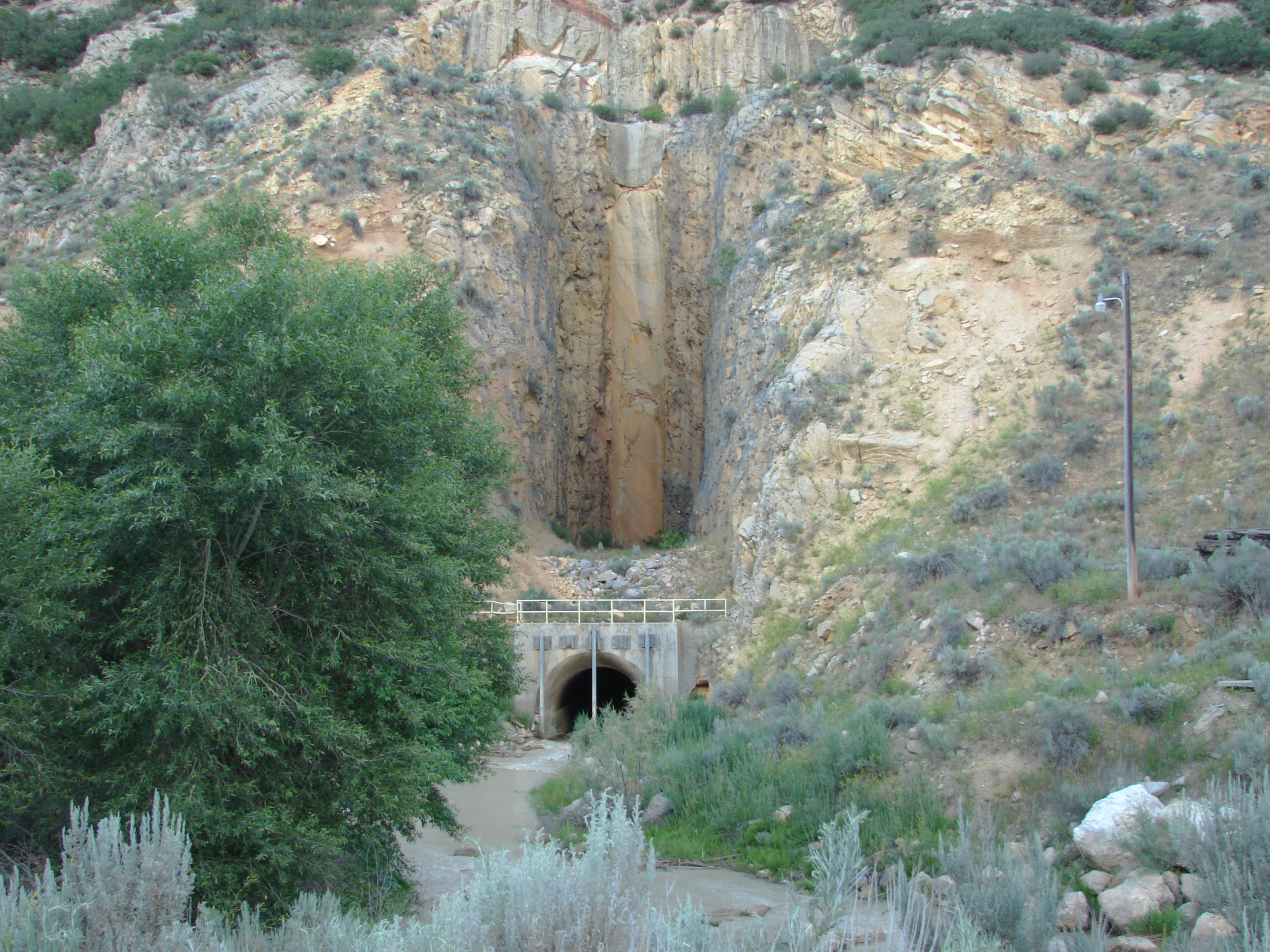
シスルの地すべりによって形成された天然ダムからスパニッシュ・フォーク川の河道を変更するために建設された地下トンネルの吸水口（2015年7月撮影）

ユタ州知事のスコット・マセソンは、この状況を解決するために連邦政府に要請を行った。アメリカ合衆国連邦緊急事態管理庁の責任者がこの場所を視察した後、ロナルド・レーガン大統領は、ユタ州で初めてとなる連邦激甚災害地域に指定したことを公表した。この地すべりは、ついには長さ3マイル（5km）、深さ200フィート（60m）のダムを形成するにまで至った。スパニッシュ・フォーク川下流の住民たちに対しては、避難準備が呼びかけられた。技術者たちは、もしこのダムが決壊すると、濁流が町に届くまで30分から45分程度の猶予しかないと試算した。

### 余波

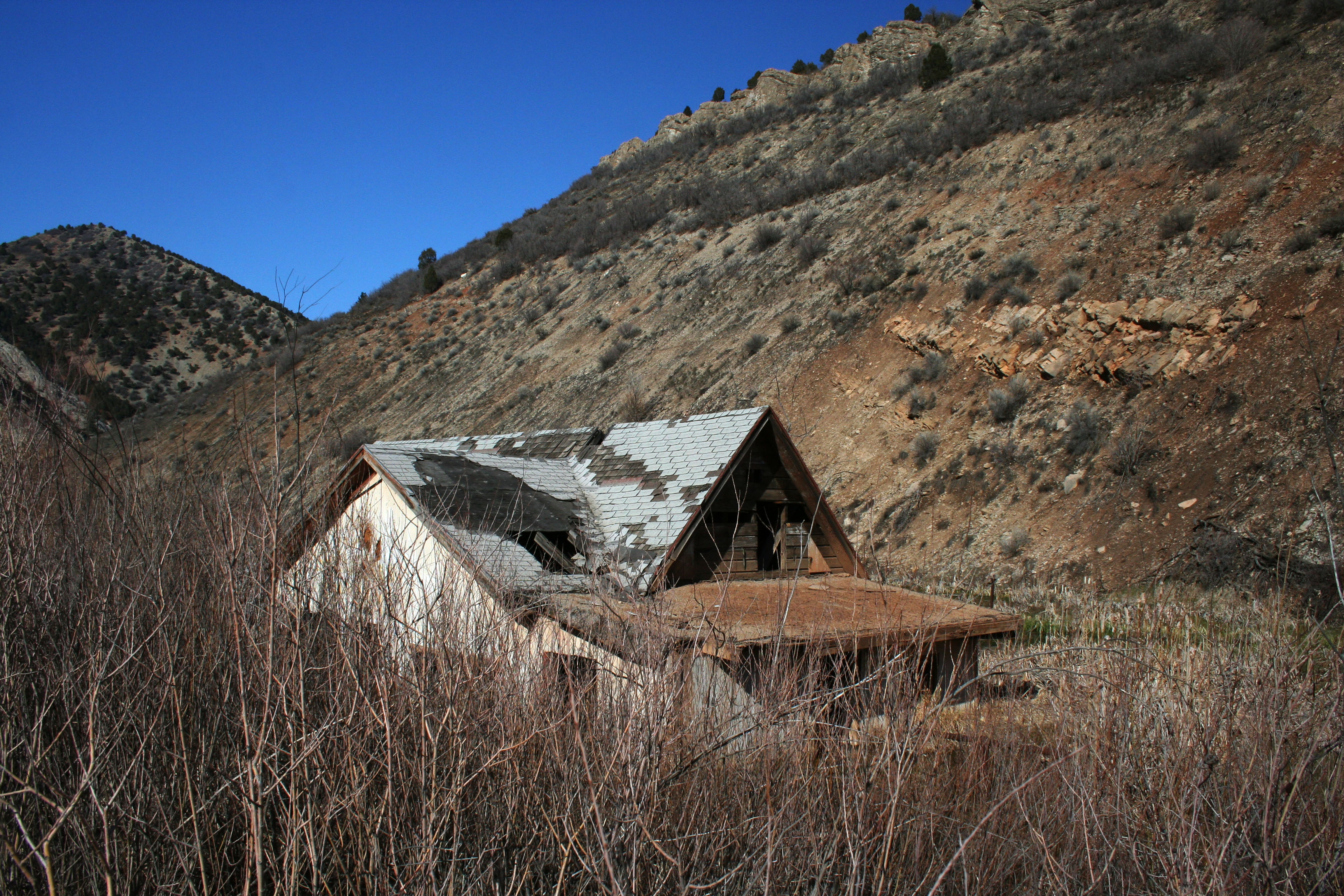
地すべりで倒壊することなく残ったシスルの家屋の一つ（2008年4月撮影）

シスルの町はそのほとんどが破壊され、木造の建物のほとんどが天然ダムに溜まっていく水によって流出した。州政府は、ダムの越流を防ぐために仮設の排水設備を導入した。ダムを浮遊する町の残骸がポンプに詰まらないように、監視艇による回収作業も行われた。ほとんどの残骸は、自然と沈殿するか、湖の東岸に移動した:52。秋までに河道を再建し、湖の水を排水するためのトンネルが建設され稼働を開始した。
それから少しして、かつての住民や近隣住民、そして州政府との間で、この天然ダムをどうするか議論が巻き起こった。その議論の中で、いくらかの人々はダムを恒久的に維持することを求めていた。州政府の技術者は、ダムが再び水を湛えることができるかどうかを判断するために調査を行ったが、その結果、天然ダムに手を入れて恒久的なダムにするよりも、さらに上流側に新たなダムを建設することが望ましいものと判断された。
その後の数年間、かつてのシスルの住民たちは失ったものの補填のために様々な訴訟を起こした。そのうちの一つで住民たちは、自らの資産が補償されることなく道路や鉄道の復旧に使用された、と主張した。他の訴訟では、D&RGWの部門の怠慢を糾弾するものであった。住民たちは、鉄道保線部門の社員たちは土地が動いていることを知っていたと主張し、それにも関わらず彼らは線路を直すことしかしなかったと指摘している。その上で、この地すべりは移動している地域の先頭で圧力を軽減させる排水設備を用いることで防ぐことができたと主張し、このような設備は、線路で初めてこの問題を認識したあとに十分に調査を行ったうえで設置することが出来たとも主張した。また、D&RGWに依頼された技術者チームによる研究では、この地すべりの頂部は線路の路盤から約300フィート（約90m）の高さであったこと、また鉄道会社が地すべりが始まるまでにその本当の規模を把握していなかったと指摘した。しかし、陪審はD&RGWの責任を認めなかった。原告者はこの決定に控訴し、1993年の控訴審で土地所有者達に110万ドルの賠償金を支払うことで結審した。D&RGWは、この地すべりに伴う費用の負担をユタ鉄道に求める訴えを起こした。ユタ鉄道には、路線共用協定を基に、この線路の保有権を所有していたのである:73–75。

#### 経済への影響

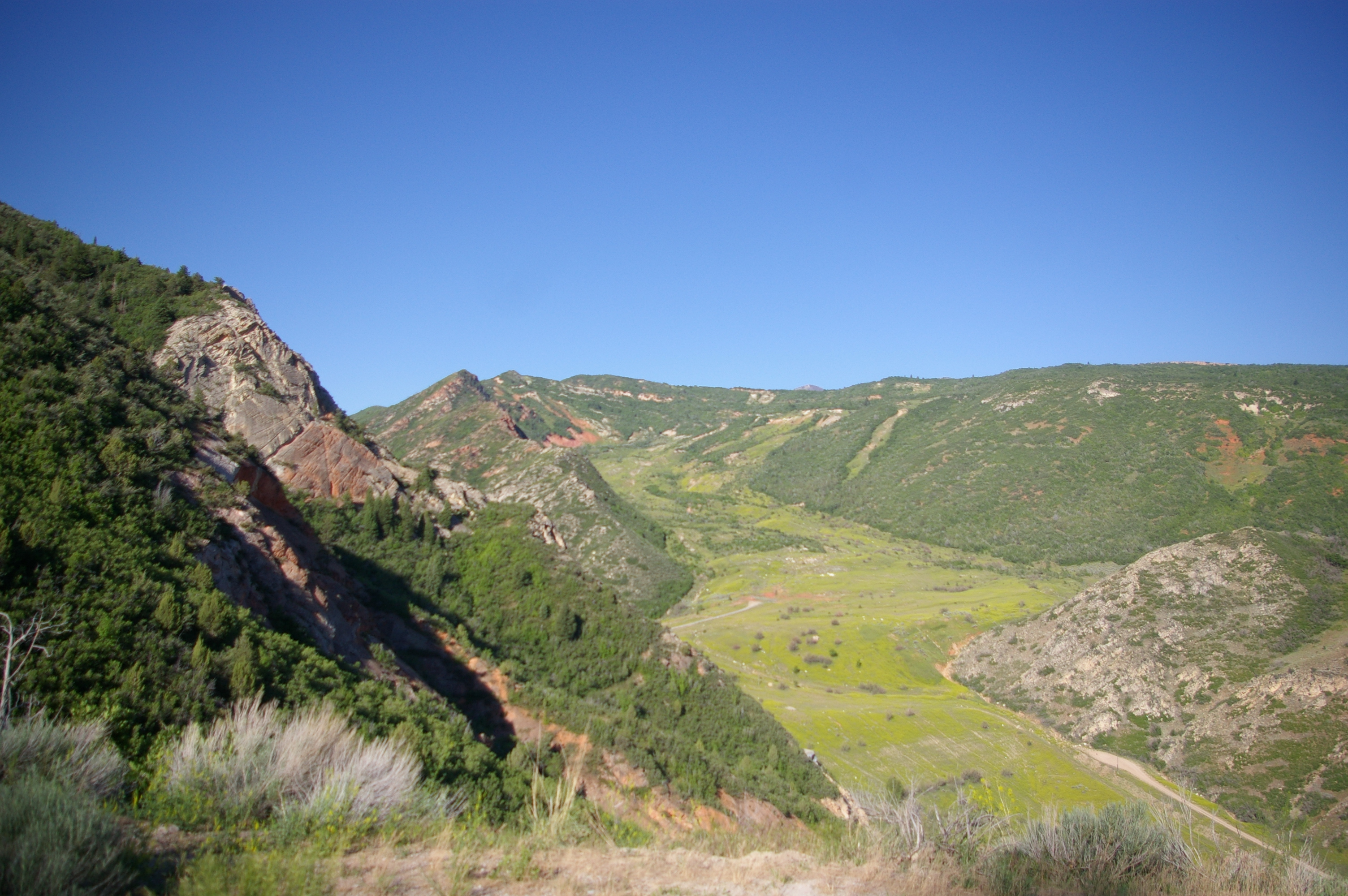
国道6号線および89号線の傍に設けられた展望台から望むシスルの地すべり跡（2010年6月撮影）

この地すべりによって、鉄道幹線が3か月、国道6号線と89号線に至っては8か月もの間閉鎖されてしまい、ユタ州東部および南東部とその他の地域との間の交通に大きな支障をきたした。ユタ郡警察で孤立した部署は、一時的にユタ州ハイウェイ・パトロールの配下に属することとなった。
これらの交通幹線閉鎖による経済的な影響は、合衆国西部全体へと広がり、とりわけ炭鉱、ウラン鉱山、養鶏場、飼料製造業者、石膏鉱山、セメントやクレーの工場は、深刻な影響を受けた。少なくとも2つの輸送業者と1つの製油業者が休業、もしくは操業停止に追い込まれている。ユタ州南東部の観光事業者は、北部や西部から来訪する人々のアクセス路が無くなったことによる打撃を受けていた。地すべりの対岸側に居住したり、働いていた人々は、移動するのに100マイルもの距離を余計に移動しなければならなくなった。ハイウェイ・パトロールは、一時的にピアレスの秤量所を閉鎖し、サリナに仮設の秤量所を建設した。これは、大型車の交通量が一気に増大したことに伴う措置であった。ハイウェイ・パトロールは、この仮設設備によって5万7,000台のトラックを検査し、80台のトラックを検挙すると見積もった。
この地すべりによる直接的な経済損失は約2億ドルと試算された。しかし、いくつかの試算では最終的な損失は、4億ドルに達するとするものもあった。D&RGWは、この地すべりによる損失を8,000万ドルと試算し、鉄道の運休に伴い1日当たり平均100万ドルの損失となるとしている。この中には、D&RGWがユニオン・パシフィック鉄道の線路を使うための線路使用料1900万ドルも含まれていた。アメリカ地質調査所とユタ州政府は、このシスルの地すべりについて、合衆国においてこれまでの中で最悪の経済損失を引き起こしたものであると述べた。

#### 鉄道

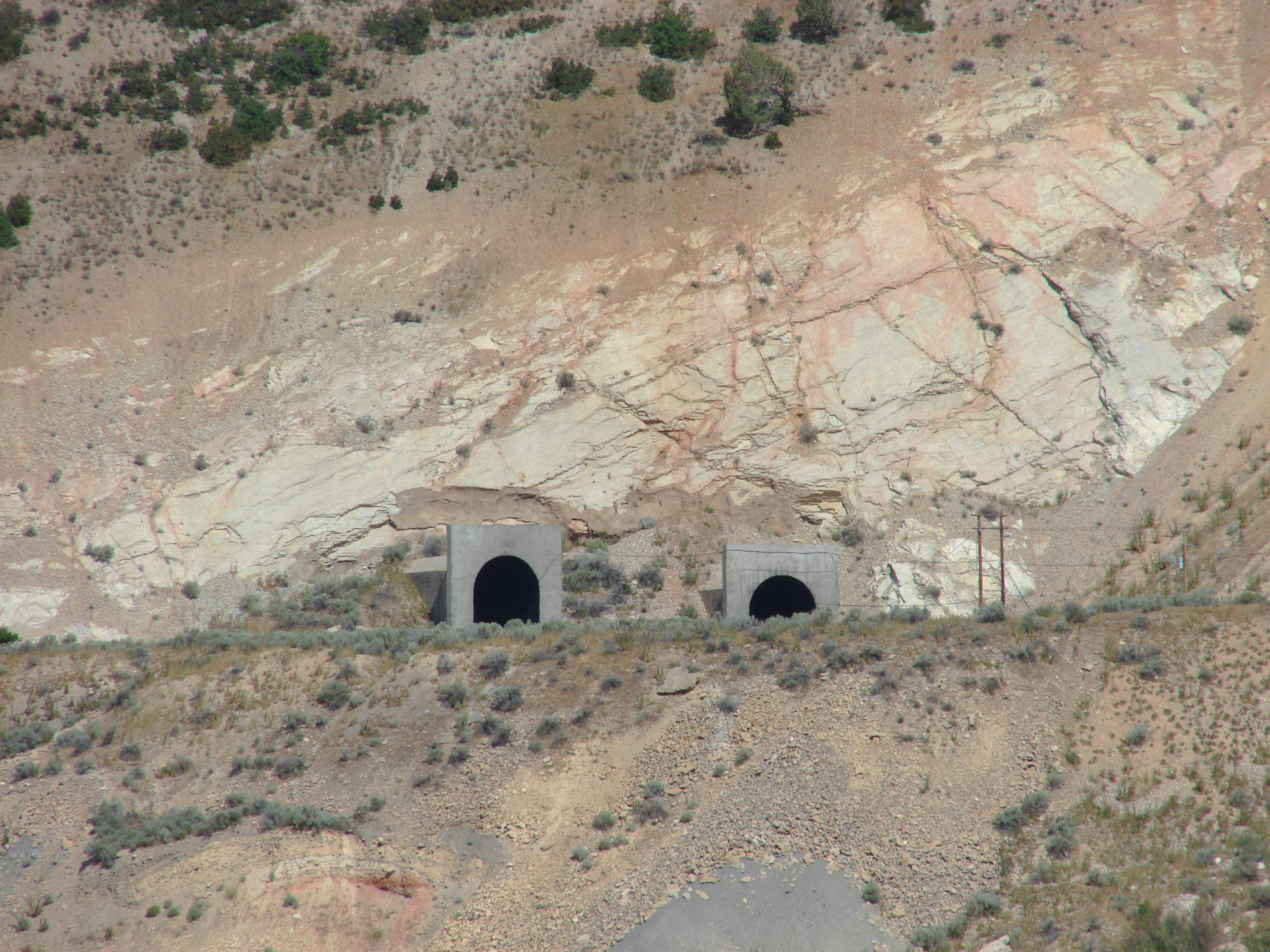
シスルの地すべりをバイパスするために建設されたユニオン・パシフィック鉄道のトンネルの東坑口（2015年7月撮影）

工事を早急に実施するために、コロラド州の鉄道職員が工事基地への線路を敷設するのと並行して、ユタ州の鉄道職員は新線の建設と3,000フィート（910m）のトンネルの掘削工事に注力することとなった。1983年7月4日15時5分、安全検査官が新線の運用を宣言し、同12分に列車集中制御装置の信号が緑色に点灯。東行のサザン・パシフィック鉄道・オグデン発カンザス州へリントン行の貨物列車が通過し、地すべりが発生してから初めてシスルの地域を列車が通過した。路線の復旧が独立記念日と重なったことは全くの偶然であったが、この列車の通過は地域の記念行事の一つとなった。最初に新線を通過した旅客列車は、7月16日のカリフォルニア・ゼファーであった:73。
その後、メアリーズベイル支線の取り扱いに関する議論が巻き起こった。支線の終点に存在した鉱山は長い間休止されており、支線全線を通過した列車は1970年が最後となっていた。それでも、農業従事者やセビア郡およびサンピート渓谷の事業者によって、ほとんどの年で線路の損壊がありながらも、運営に十分な鉄道輸送があった。しかし、この支線は複数の橋梁が流失し、線路は新たに形成された崖に垂れ下がっているような状態であるなど、深刻な被害を受けていた。鉄道会社は、最良の場合でも復旧にかかった経費を補填するだけでも長い年月が必要であると結論付けた:161。
リッチフィールドの住民たちはD&RGWに対して、既存のユニオン・パシフィック鉄道の路線と損傷を受けなかった路線の一部とをニーファイ近郊で接続するよう求めた。このルートは、おおむねユタ州道28号線に並行するものであった。しかし鉄道会社は、新たな鉄道敷設権のために必要な追加費用を鑑みると、元々のルートで復旧する場合と費用的に大差がないと結論付けた。加えてD&RGWは、ニーファイで接続するためにはユニオン・パシフィック鉄道に対して線路使用料を支払う必要があり、利益率が低いこの路線には深刻なものとなることが想定された。最終的にメアリーズベイル支線は廃線となり、線路も撤去された:161が、それ以降も路線を復活させるための複数の提案がなされている。2015年には、ユタ州運輸省が現在のユタ州の鉄道網を詳細に調査し発表した新しい貨物鉄道路線の3つの優先事項の一つとして、この地域への鉄道アクセスの回復を挙げている。特に、この地域への鉄道アクセスの喪失によって、高速道路や街路を通る貨物トラックの交通量が増大したことが指摘された。

#### 幹線道路
国道6号線および89号線は1983年12月30日に再開通した。元々は翌12月31日の予定であったが、再開通の情報が公にされると、すぐに開通を待つ車列が生じた。その一部は、今回の地すべり災害で大きな不安を抱えることになり、地すべり地域の状況を見るために並んだ住人達や、この地すべりの後から一度も地域を見ていなかった親類縁者であり、その他にも長距離の迂回を強いられ、鬱憤が溜まっていたトラック運転手たちもいた。ハイウェイ・パトロールは、この車列を解消することはできないものとして、式典の中止と国道の早期開通を要望した。
再開通した当初、まだ路面標示などの最後の作業が終わっていなかった。アスファルトを打設した際の天気が良好ではなかったため、路盤は完成状態になっていないと予想された。2つの山の切土は安定しておらず、完全に無人となるまで、数か月の時間を必要とした。この間、州政府はこの切土を24時間監視する監視員を2名配置しており、落石があった際はそれらが除去されるまで道路を閉鎖することになっていた。ビリーズ山に築かれた切土は、建設者達から、人工の峠であると語られた。
国道6号線と89号線の再建完了は、最終的なアスファルト打設と切土が安定するまで保留されることになり、元々のルートが閉鎖されてから18か月後の1984年11月に発表された。1993年より、ユタ州運輸省は、かつてのシスルの住民たちと共に跡地に記念碑を建設する議論を始めた。また、ユタ州運輸省は国道6号線と89号線傍にシスルの跡地を遠望できる展望台を設置している。

### コール・ホロー火災
2018年8月4日、スパニッシュ・フォーク渓谷で落雷による大規模な火災が発生した。この火災では、30,000エーカー（47sq mi、120km2）を超える範囲が焼けた。

## 地質・気候
シスル近くの地すべり地域は、チャールストン＝ニーボ衝上断層として知られる基盤岩地域の窪みに形成された渓谷である。この断層の岩は、ペルム紀やペンシルベニア紀からジュラ紀に形成されたものであるが、これらは別の場所で形成され、後期白亜紀の間に現在のシスルの地域へと移動したものと考えられている。この衝上断層の上の堆積岩層は更に後に形成されたものであり、白亜紀から第三紀の間に形成されたとされる。この地すべりの岩屑自体は、ノース・ホーン層とアンカレ層の層に由来するものであった。
シスル周辺の地域は、常に地すべりの危険に晒されている。先史時代の地すべりは、ワサッチ山地を横切る交易路として活用可能な緩斜面を形成した。小規模な地すべりは何度も観測されており、加えて収まることもなかった。最大級の地すべりは1983年のものであり町を破壊したが、これより小規模な地すべりが15年後の1998年にも発生している。
下流のスパニッシュ・フォークの気候は、四季のはっきりした乾燥帯に分類される。気温は、平均最高気温は7月の92℉（33℃）、平均最低気温は1月の20℉（-7℃）である。春の数か月間を除いて、平均降水量は月当たり2インチ（5.1cm）未満である。